# Difuze (antropologie)
Difuze kultury je proces, při kterém kulturní elementy společnosti (instituce, technické invence, případně celá kultura) přecházejí do jiné společnosti difuzí, tj. rozptylem z jednoho anebo vícerých center podobně jako se šíří různé látky ve fyzikálněchemickém prostředí.
Kulturní difuze se vždy spojuje s migrací obyvatelstva, a to ve směru buď od centra, anebo do centra původní kultury.